# Achraf El Yakhloufi
Achraf El Yakhloufi (Turnhout, 26 juli 1998) is een Belgisch politicus voor het socialistische Vooruit.

## Biografie
Achraf El Yakhloufi, die Marokkaanse roots heeft, studeerde in 2020 af als bachelor in KMO- en bedrijfsmanagement aan de Karel de Grote Hogeschool. Hij baatte van 2020 tot 2022 een pizzeria uit in Vosselaar en werkte van 2022 tot 2024 als financieel analist bij de afdeling Mechelen-Kempen van de socialistische vakbond ABVV.
In oktober 2018 werd El Yakhloufi voor de toenmalige sp.a (tot 2021 de voorloper van Vooruit) verkozen tot gemeenteraadslid van Turnhout. In augustus 2019 werd hij op 21-jarige leeftijd fractieleider in de gemeenteraad. Na de gemeenteraadsverkiezingen van oktober 2024 legde hij in december 2024 de eed af als schepen van Jeugd, Openbaar domein, wegen- & groen- & rioleringswerken, Cultuur en Musea en erfgoed. Om zich toe te leggen op zijn parlementaire functies, bleef hij echter titelvoerend schepen en liet hij zich vanaf januari 2025 vervangen door Peter Segers.
Bij de federale verkiezingen van juni 2024 stond El Yakhloufi als eerste opvolger op de Vooruit-lijst voor de kieskring Antwerpen. In december 2024 trad hij toe tot de Kamer van volksvertegenwoordigers als opvolger van Jinnih Beels, die gedeputeerde van Antwerpen werd. Als federaal volksvertegenwoordiger werd hij lid van de commissie Financiën en Begroting.